# V442 Возничего
V442 Возничего (лат. V442 Aurigae), HD 39864 — двойная звезда в созвездии Возничего на расстоянии приблизительно 640 световых лет (около 196 парсеков) от Солнца. Видимая звёздная величина звезды — от +7,39m до +7,04m.

## Характеристики
Первый компонент — красный гигант, пульсирующая полуправильная переменная звезда (SR:) спектрального класса M5, или M6, или Mb. Масса — около 0,887 солнечной, радиус — около 182,835 солнечных, светимость — около 6329,12 солнечных. Эффективная температура — около 3298 K.
Второй компонент — коричневый карлик. Масса — около 55,09 юпитерианских. Удалён на 1,437 а.е..